# Aplidium nadaense
Aplidium nadaense är en sjöpungsart som först beskrevs av Nishikawa 1980.  Aplidium nadaense ingår i släktet Aplidium och familjen klumpsjöpungar. Inga underarter finns listade i Catalogue of Life.